# Nokia C3
Nokia C3-00 là một điện thoại dạng thanh (thẳng) bàn phím QWERTY với hệ điều hành S40 được phát hành theo dòng C-series của hãng điện thoại Nokia. Nó có một bàn phím QWERTY với đầy đủ các tính năng.

## Đặc điểm kỹ thuật
Băng tần:Mạng 2G: GSM 850 / 900 / 1800 / 1900
Hiển thị: 
- Màn hình TFT 262.144 màu. Độ phân giải 320 x 240 pixels, rộng 2.4 inches
- Flash Lite v3.0
- Full QWERTY keyboard
- Contact Bar

Bộ nhớ và Khả năng xử lý:55 MB dùng chung 
- Khe cắm thẻ nhớ MicroSD tối đa 8 GB
- Ghi âm cuộc gọi

Kết nối: Wi-Fi, GPRS, Audio out (3.5 mm jack), Bluetooth,,USB v2.0
Ứng dụng Công việc và Giải trí: 
- Trình duyệt WAP 2.0/xHTML, HTML (Opera)có hiển thị nội dung chứa Flash (version mobile)
- Email, Push Email, IM
- Camera 2 MP, 1600x1200 pixels
- Quay phim QCIF 176 x 144 pixels, 15 khung hình/giây
- Máy nghe nhạc và Xem phim hỗ trợ các định dạng phổ biến nhất: MP3/WAV/WMA/eAAC+; MP4/H.264/H.263
- FM Radio
- Mạng xã hội(Facebook, MySpace,Twitter, Yahoo)
- Dịch vụ trực tuyến OVI: Ovi CHAT, Ovi Mail,Nokia Messaging

Nokia C3 tập trung tối đa cho việc nhắn tin và mạng xã hội. Máy có thiết kế bóng bẩy, mỏng manh với vỏ kim loại nhiều màu sắc.
Giao diện series 40, phiên bản 6 trên Nokia C3: chuyên nghiệp và đẹp mắt. Gồm các thanh chính như: Contact bar(Danh bạ yêu thích), Communities bar (Cập nhật tin nhắn từ Facebook và Twitter)và cuối cùng là Shortcut bar (thanh phím tắt)